# Баран Ярослав Володимирович
Ярослав Володимирович Баран (26 травня 1955, Львів) — український історик та дипломат. Дослідник слов'янської та давньоруської археології. Радник-керівник відділення Посольства України в Німеччині у Бонні.

## Життєпис
Народився 26 травня 1955 року у місті Львів. У 1977 році закінчив історичний факультет Київського університету. У 1993 р. захистив дисертацію «Слов'янська община». Кандидат історичних наук.
У 1977—1993 рр. — старший лаборант, молодший науковий співробітник відділу давньоруської та середньовічної археології інституту археології НАН України;
У 2000—2001 рр. — науковий співробітник відділу археології ранніх слов'ян; Досліджував соціально-економічний розвиток слов'янського суспільства в переддержавний період. На ґрунті аналізу планіграфії повністю дослідженого поселення райковецької культури Рашків І висунув гіпотезу про систему планувальних закономірностей слов'янських поселень, за якою взаємне розміщення осель відображало родинні зв'язки між їхніми господарями. Використання шнурка (давньоруською  «верва») для визначення місця спорудження нового будинку й обумовило назву слов'янської общини, зафіксовану в літописі.
З 2001 року на дипломатичній роботі в Міністерстві закордонних справ України.

## Автор наукових праць
- Автор 20 праць, зокрема розділу в «Давній історії України», т. 3 (К., 2000).
- Походження українського народу. — К., 2002 (у співавт.);
- Слов'янська община. — Чернівці, 2004;
- Історичні витоки українського народу. — К., 2005 (у співавт.);
- Давні слов'яни і походження українського народу. — К., 2011 (у співавт.).